# HD 184603
HD 184603，又名BD+38 3650，SAO 68499、HR 7436，是一颗恒星，视星等为6.61，位于銀經72，銀緯9.12，其B1900.0坐标为赤經19h 30m 7.4s，赤緯+38° 9.12′ 39″。